# Fall Burlakov
Der Fall Burlakov ist eine Serie großer internationaler Gerichtsprozesse, die in mehreren Gerichtsbarkeiten (inklusive des High Court of Justice in London) aufgrund des Vermögens und der Geschäftstätigkeit des russischen Geschäftsmanns Oleg Burlakov (* 24. August 1949; † 21. Juni 2021) erfolgen, der im Jahr 2021 am Coronavirus gestorben war und ein Vermögen hinterlassen hatte, das auf fast drei Milliarden Pfund Sterling geschätzt wird.
Gerichtsverfahren laufen in Großbritannien, Monaco, Panama, Montenegro, der Schweiz, der Ukraine, den USA, auf Zypern, in Lettland, Russland und einigen anderen Ländern.

## Prämisse
Oleg Leonidovich Burlakov war ein russischer Unternehmer und Milliardär. Im Jahr 2021 belegte Burlakov, der über ein Vermögen von fast drei Milliarden Pfund Sterling verfügte, den 177. Platz in der russischen Forbes-Liste. Im gleichen Jahr verstarb er an den Folgen einer COVID-19-Infektion. Die Umstände seines Todes ließen verschiedene Vermutungen aufkommen, dass er nicht eines natürlichen Todes gestorben war.
Burlakov wurde am 24. August 1949 in Leningrad geboren. Sein Vater war ein auf Kernwaffen spezialisierter Militäringenieur. Oleg Burlakov verbrachte seine Kindheit auf der Krim und absolvierte später eine Ausbildung an der Kiewer Militärakademie für Luftfahrttechnik. Dort lernte er seine zukünftige Frau Ljudmila kennen, die er 1971 heiratete. Aus der Ehe gingen zwei Töchter hervor, Elena und Veronica.
Zu Beginn seiner Laufbahn diente Burlakov etwa 20 Jahre lang in der Sowjetarmee der UdSSR und führte wissenschaftliche Forschungen im Bereich der militärischen Luftfahrt durch. Im Jahr 1980 schloss er seine Dissertation erfolgreich an der Schukowski-Militärakademie für Ingenieure der Luftstreitkräfte (Moskau) ab und erhielt den sowjetischen akademischen Titel eines „Kandidaten der Wissenschaften“. Inmitten des fortschreitenden Zerfalls der Sowjetunion verließ er 1989 aus „moralischen Gründen“ die Sowjetarmee.
Oleg Burlakovs enger Freund und Schwager Nikolai Kazakov wurde später sein Geschäftspartner. 1988 gründeten Oleg Burlakov, Nikolai Kazakov und seine Frau Vera Kazakova in der Stadt Charkow eine gemeinsame Genossenschaft mit dem Namen „Integral“. Das Unternehmen spezialisierte sich zunächst auf den Pelzhandel und weitete sein Geschäft schnell aus, u. a. auf den Handel mit Chemikalien und medizinischen Geräten sowie auf kleine Bauprojekte. Wenige Monate nach der Gründung von „Integral“ gründeten die Partner ein französisch-russisches Joint Venture mit dem Namen „Sov-Inter-France“, das im Zementhandel tätig war, ein Joint Venture zur Öl- und Gasförderung betrieb und kleinere Bauprojekte durchführte. Die UdSSR brach 1991 zusammen, während Burlakov und Kazakov ihre Geschäfte ausweiteten und die Kontrolle über mehrere große Industrieunternehmen, insbesondere „Belgorodcement“, „Novoroscement“ und „Burneftegaz“, erwarben.
Nachdem Kriminelle in Russland versucht hatten, seine Töchter zu entführen, beschloss Oleg Burlakov 1994, mit seiner Familie nach Kanada zu ziehen. Ljudmila Burlakova und ihre Töchter Elena und Veronica zogen für immer nach Kanada und erhielten schließlich kanadische Pässe. Auch Oleg Burlakov nahm die kanadische Staatsbürgerschaft an, war aber weiterhin in Russland geschäftlich tätig. Im Jahr 2008 erhielten Oleg Burlakov, seine Frau Ljudmila und seine Tochter Veronica eine Aufenthaltsgenehmigung für Monaco und wurden dort steuerpflichtig.

## Entstehung des Familienkonflikts
Oleg Burlakov und Nikolai Kazakov verkauften 2003 das Werk „Belgorodcement“ für 75 Millionen US-Dollar. Der Verkaufserlös wurde in das Zementwerk „Novoroscement“ in Noworossijsk reinvestiert. Im Jahr 2007 verkauften die Partner ihre Anteile an „Novoroscement“ für rund 1,5 Milliarden US-Dollar. Parallel dazu erwarben sie eine Kontrollmehrheit an der Ölgesellschaft „Burneftegaz“ mit Sitz in Tjumen und bauten den Betrieb aus, bis sie 2014 ihren Mehrheitsanteil verkauften.
Zum Zeitpunkt des Verkaufs wurde ein großer Teil des Verkaufserlöses an Ljudmila Burlakova übertragen, die ihn als Treuhänderin zum Zweck der Steuervermeidung hielt.
In den Jahren 2017–2018 wurden die Beziehungen innerhalb der Familie immer angespannter und feindseliger. Laut den Massenmedien lag dies vor allem daran, dass Oleg Burlakov eine Affäre mit Sofia Shewtsowa, einer jungen Stewardess, zu haben schien. Es wurde bekannt, dass Burlakov und Shevtsova ein Kind mittels In-vitro-Fertilisation zeugen wollten und mehrere Versuche unternahmen, ein Kind zu bekommen. Burlakovs Frau und seine Töchter begannen, sich ihm gegenüber aggressiv zu verhalten.
2018 transferierte Ljudmila Burlakova große Kapitalsummen von Bankkonten, die ihr von ihrem Ehemann und seinem Geschäftspartner Nikolai Kazakov anvertraut worden waren. Ihre Töchter und deren Ehemänner, darunter der amerikanische Investmentbanker Gregory Gliner, unterstützten sie dabei. Die Gesamtsumme der von Ljudmila Burlakova abgezweigten Gelder wird auf 1,5 Mrd. US-Dollar geschätzt. Sie stammen alle aus den Einnahmen von Oleg Burlakov und seinem Geschäftspartner.

### Das Scheidungsverfahren
Im Jahr 2018 leitete Ljudmila Burlakova in Monaco ein Scheidungsverfahren ein, das von einem Vermögensstreit zwischen den Eheleuten begleitet wurde. Oleg Burlakov vermutete, dass seine Frau Geld gestohlen hatte, und leitete in Monaco ein Strafverfahren gegen sie ein.
Im März 2019 entschied das Gericht, Ljudmila und Oleg Burlakov innerhalb ihres Familiensitzes in Monaco räumlich zu trennen: Die 10. und 11. Etage mit einem Swimmingpool wurden Ljudmila zugesprochen, während die 9. Etage dem Geschäftsmann überlassen wurde.
Im September 2019 bezichtigte Burlakov seine Frau und seine jüngste Tochter Veronica des Betrugs und der Unterschlagung, indem er bei Gerichten in Monaco und der Schweiz Anzeige erstattete. In seiner Klage argumentierte der Geschäftsmann, dass ein Teil der Gelder ihm und ein Teil seinem Geschäftspartner gehöre, mit dem er das Geld aus dem Verkauf von Burneftegaz (1 Mrd. USD) und Novoroscement (1,45 Mrd. USD) verdient habe. Im Jahr 2018 wurde das Geld ohne die Zustimmung von Burlakov und Kazakov auf verschiedene Offshore-Konten transferiert, die von Ljudmila Burlakova kontrolliert wurden, unter anderem auf Guernsey. Ein Teil des Geldes landete auf dem Konten von Burlakovs Töchtern und ein Teil auf einem Trust auf den Bahamas, dessen Begünstigte die Frau und die Töchter des Geschäftsmanns sind. Die monegassische Polizei nahm Ermittlungen auf und erhob im Dezember 2022 Anklage gegen Ljudmila Burlakova.
Im Jahr 2020 reichte Ljudmila Burlakova beim High Court of England and Wales eine Zivilklage gegen ihren Ehemann ein. Neben ihrem Ehemann wurden 12 natürliche und juristische Personen in der Schweiz beklagt, darunter auch die „Leo Trust“, ein Anbieter von Unternehmensdienstleistungen für die verschiedenen von Oleg Burlakov gegründeten Unternehmen.
Die erwachsenen Töchter von Oleg Burlakov, Veronica und Elena, brachen den Kontakt zu ihrem Vater ab und stellten sich auf die Seite ihrer Mutter. Wie die russische Zeitung „Iswestija“ berichtet, unternahm Burlakov mehrere Versuche, den Kontakt zu seinen Töchtern wiederherzustellen, erhielt jedoch nur förmliche Antwortschreiben der Rechtsanwälte der Töchter, in denen die Einstellung des Kontakts gefordert wurde.
Die Scheidung sollte ursprünglich Ende des Sommers 2021 vollzogen werden, doch der Geschäftsmann verstarb, bevor sie abgeschlossen werden konnte.

## Die Todesumstände
2018 war im Privatflugzeug von Oleg Burlakov ein Peilsender entdeckt worden. Die Staatsanwaltschaft von Nizza leitete eine Untersuchung hinsichtlich der Tatsache eines Eindringens in das Privatleben ein. Laut Angaben von Forbes-Quellen sei das Gerät in einer Tasche an Bord geraten, die seine Tochter Veronica mit sich geführt hatte.
Im November 2018 wurde in Moskau ein Attentat auf Burlakov verübt, bei dem er verletzt wurde. Zum Zeitpunkt dieses Attentats wurde in seinem Auto ein Peilsender sichergestellt. Oleg Burlakov nannte offen seine Frau, seine Töchter und Gregory Gliner als die Organisatoren des Attentats.
Oleg Burlakov starb im Jahr 2021 im Lapino-Krankenhaus bei Moskau an den Folgen einer Erkrankung an COVID-19. Die Umstände seines Todes ließen den Verdacht aufkommen, dass er nicht eines natürlichen Todes gestorben ist.
Seine Schwester Vera Kazakova plante, ihn auf dem Seraphim-Friedhof in seiner Heimatstadt Sankt Petersburg beizusetzen, auf dem auch die Gräber von Oleg Burlakovs Mutter, Vater und Großmutter liegen. Vera Kazakova erklärte, es sei der Wunsch ihres Bruders gewesen, dass er dort beigesetzt werde.
Die Witwe des Geschäftsmanns, Ljudmila Burlakova, und ihre Töchter Veronica und Elena bestanden jedoch darauf, den Leichnam in Kanada beizusetzen, ungeachtet der Tatsache, dass sie Oleg Burlakov laut der russischen Zeitung Iswestija nie im Krankenhaus besucht hatten. Kazakova behauptet, dass während des ganzen Krankheitsverlaufs des Geschäftsmannes niemand aus Burlakovs engster Familie um Informationen über seinen Gesundheitszustand gebeten habe. Vertreter von Burlakovs Frau und Töchtern erklärten jedoch, dass sie solche Informationen sehr wohl angefordert hätten.
Die russischen Behörden weigerten sich, die sterblichen Überreste von Oleg Burlakov an seine Schwester auszuhändigen. Später veranlassten Personen, die sich als Anwälte von Ljudmila Burlakova ausgaben, die Überführung der sterblichen Überreste aus dem Leichenschauhaus. Vera Kazakova beantragte beim russischen Ermittlungsausschuss eine Autopsie. Entsprechend einer Entscheidung des zuständigen Untersuchungsbeamten brachte man den Verstorbenen in ein anderes Leichenschauhaus, doch Ljudmila Burlakova legte gegen diese Entscheidung Widerspruch ein. Seine Überreste wurden letztendlich von den Anwälten in die Schweiz und später nach Kanada überführt.
Im Februar 2021 untersuchte die russische Polizei Verstöße gegen geltendes russisches Recht bei der Beseitigung seiner sterblichen Überreste. Im Oktober dieses Jahres wurden die Umstände der Überführung des Leichnams von Oleg Burlakov von der bezirksübergreifenden Ermittlungsabteilung Solntsevsky (Ermittlungsdirektion, westlicher Verwaltungsbezirk von Moskau) untersucht. Die Untersuchung ergab, dass die Zollbeamten von Vnukovo bei der Überführung der sterblichen Überreste des Milliardärs in die Schweiz gefälschte Dokumente akzeptiert hatten.
Burlakov wurde am 16. Juli 2021 in Kanada beigesetzt. Nach Angaben einer Quelle der Zeitschrift „Kompaniya“ wurde Burlakovs Urne in der Wand eines Kolumbariums ohne Namensschild beigesetzt.

## Erbschaftsansprüche
Ansprüche auf den Nachlass von Oleg Burlakov erheben zum einen Ljudmila Burlakova und seine beiden Töchter, zum anderen seine Schwester Vera Kazakova und ihr Ehemann und Geschäftspartner Nikolai Kazakov. Erbschaftsansprüche werden auch von Sofia Shevtsova im Namen ihrer minderjährigen Tochter geltend gemacht, deren Vater angeblich Burlakov ist. Shevtsova reichte im Dezember 2021 in St. Petersburg eine Klage ein, um festzustellen, dass Oleg Burlakov tatsächlich der Vater ihrer Tochter ist.
Massenmedien berichten, dass Burlakov im Jahr 2004 ein Testament gemacht hat. Später im Jahr 2018 behauptete er persönlich, dass zu diesem Zeitpunkt kein gültiges Testament existierte. Nach seinem Tod wurde ein handschriftliches Testament aus dem Jahr 2019 gefunden, in dem er sein gesamtes Vermögen seiner Schwester Vera Kazakova und ihrem Ehemann Nikolai Kazakov vermachte; seine Frau und seine Töchter werden in diesem Testament nicht erwähnt. Der Geschäftsmann erteilte seiner Schwester und seinem Schwager auch die Anweisung, sich um Sofia Shevtsova und ihre Tochter sowie um andere Familienmitglieder zu kümmern. Die Gerichte in Russland haben die Gültigkeit dieses Testaments bestätigt.

## Internationale Gerichtsverfahren bezüglich der Erbfolge
Nach dem Tod von Oleg Burlakov sind in verschiedenen Ländern eine Reihe von gerichtlichen und polizeilichen Verfahren, sowohl zivil- als auch strafrechtlicher Art, anhängig. Dabei geht es vor allem um Ansprüche auf Vermögenswerte und Forderungen im Zusammenhang mit dem Nachlass von Oleg Burlakov.

### Vereinigtes Königreich
Im Vereinigten Königreich reichte Ljudmila Burlakova beim High Court of Justice eine Klage ein. Sie beantragte die Feststellung, dass Nikolai Kazakov und Oleg Burlakov keine Geschäftspartner waren, und forderte Schadensersatz in Höhe von über 700 Mio. USD. Im April 2023 befand sich dieses Verfahren noch im Anfangsstadium.

### Monaco
Derzeit läuft in Monaco ein Zivilverfahren zur Anerkennung der Gültigkeit des handschriftlichen Testaments, das 2019 zugunsten von Nikolai Kazakov und Vera Kazakova verfügt wurde. Das Gericht hat die Zuständigkeit anerkannt und einen Nachlassverwalter ernannt.
Im Jahr 2018 wurde ein Strafverfahren gegen Ljudmila Burlakova wegen Veruntreuung und Geldwäsche eingeleitet, das auf der Abhebung von Vermögenswerten beruht, die ihr als Treuhänderin anvertraut worden waren.

### Panama
Burlakov und Kazakov waren zum Teil auch in Panama tätig. Veronica und Ljudmila Burlakova versuchten, die Kontrolle über mehrere panamaische Unternehmen zu erlangen, die sich im Besitz privater panamaischer Stiftungen befanden, indem sie ungültige Inhaberaktien vertraten und versuchten, den Vorstand dieser Unternehmen zu wechseln. Diese Versuche erwiesen sich jedoch als erfolglos, und das panamaische Gericht erließ sowohl zivil- als auch strafrechtliche Verfügungen, die Veronica und Ljudmila untersagten, sich als Aktionäre dieser panamaischen Unternehmen auszugeben.

### Montenegro

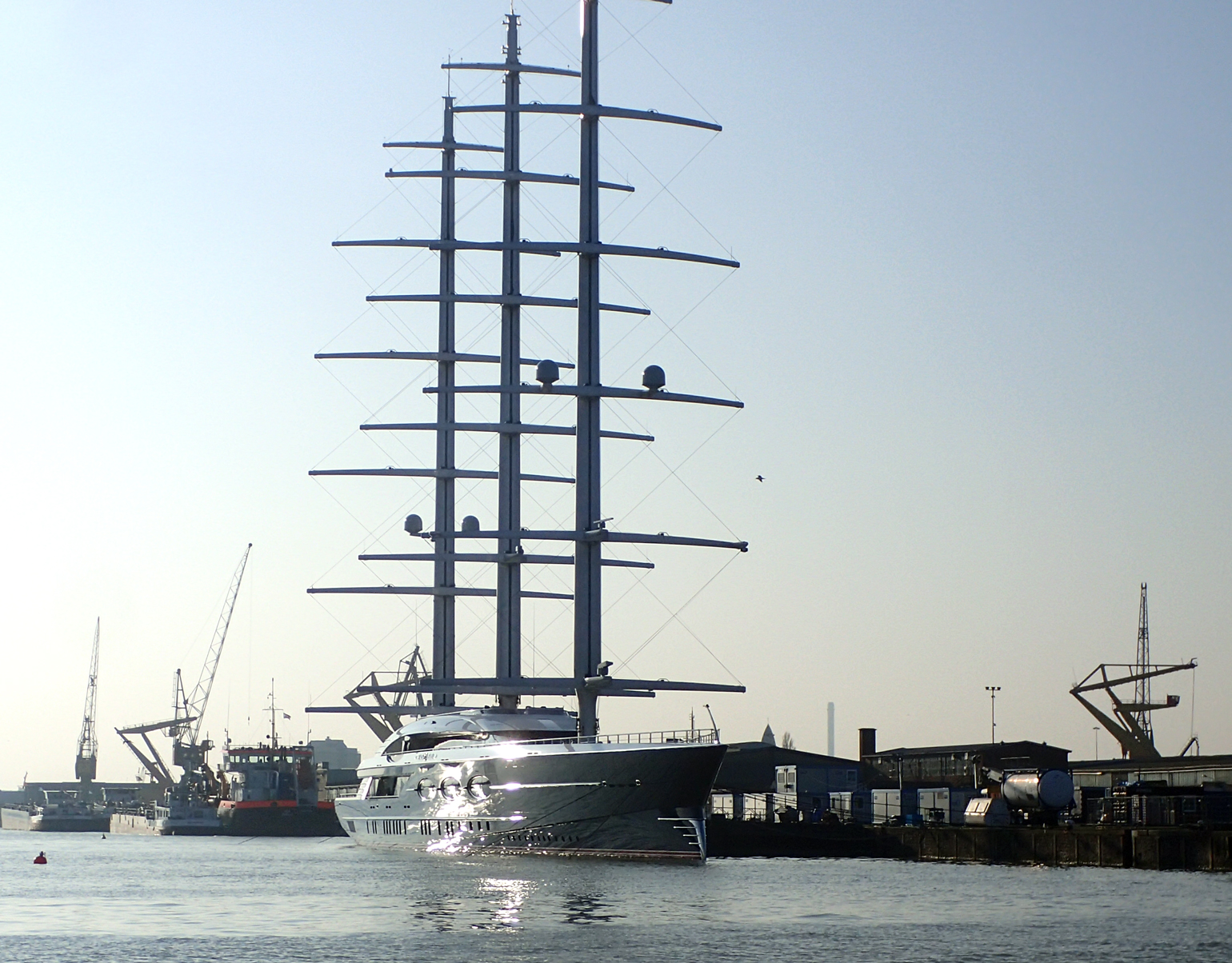
Der Jacht Black Pearl

Die Witwe und die Töchter Burlakovs versuchten, bei einem Gericht von Montenegro die Beschlagnahmung der Jacht „BlackPearl“ zu erwirken, die einem Unternehmen gehört, das sich unter der Kontrolle von Burlakov befunden hatte. Das Gericht lehnte die Beschlagnahmung des Schiffes jedoch ab.

### Schweiz
Ljudmila Burlakova und ihre Töchter haben ein Verfahren eingeleitet, um das Einfrieren von Konten zu erwirken, die einer panamaischen Gesellschaft gehören, deren Begünstigter Burlakov war. Der Antrag wurde zurückgezogen. Die Frauen erstatteten außerdem mehrere Strafanzeigen gegen Oleg Burlakov und die Kazakovs. Diese Strafanzeigen wurden von der Staatsanwaltschaft abgewiesen.

### Ukraine
Gegen Ljudmila Burlakova wurden in der Ukraine drei strafrechtliche Ermittlungen wegen Missachtung des Gerichts, betrügerischer Aneignung einer Erbschaft und Veruntreuung von Eigentum eingeleitet. Im April 2023 befanden sich alle drei Fälle in der Anfangsphase. Ljudmila Burlakova wurde von der ukrainischen Polizei auf eine Fahndungsliste gesetzt.

### USA
Die Burlakov-Töchter reichten im Namen ihrer Kinder eine Klage gegen die Familie Kazakov auf Rückzahlung von 15 Millionen Dollar ein, die durch den Verlust der Rechte der Burlakovas an einer Luxuswohnung in Miami, Florida, entstanden waren. Im Zuge dieses Prozesses reichten Nikolai und Vera Kazakov eine Gegenklage ein, in der sie eine Verschwörung der Burlakovas zur Umleitung und Entwendung von Vermögenswerten im Besitz der Kazakovs behaupteten. Diese Gegenklage wurde von Nikolai Kazakov in den USA gegen Ljudmila, ihre Töchter und Gregory Gliner eingereicht. Die Kazakovs behaupten, dass Gliner sein Wissen und seine beruflichen Verbindungen genutzt hat, um die Übertragung und Veruntreuung von Gesellschaftsvermögen der Kazakovs und Oleg Burlakovs zu begünstigen. Ein Teil des Vermögens wurde angeblich über den Hedgefonds „Ironwall Capital“ verschoben, indem Scheinverluste bei Investitionen vorgetäuscht wurden, um erhebliche Transfers dieser Vermögenswerte ins Ausland zu vertuschen.
Im November 2022 reichten die Burlakovas eine Klage basierend auf dem RICO Act ein, in der sie behaupteten, dass verschiedene Anbieter von Unternehmensdienstleistungen und Unternehmen Teil einer kriminellen Organisation seien, die an Schutzgelderpressung beteiligt sei. Die Burlakovas zogen die Klage drei Monate nach ihrer Einreichung freiwillig zurück.

### Russland
Auf den Antrag von Veronica auf Erteilung eines Erbscheins in Russland hin reichten die Kazakovs vor den russischen Gerichten eine Zivilklage auf Anerkennung als Erben gemäß dem handschriftlich verfassten Testament von 2019 ein. Das Ljublino-Bezirksgericht der Russischen Föderation erkannte das Testament von 2019 am 8. Oktober 2022 als gültig an. Die Anerkennung wurde durch die Burlakovas vor dem Moskauer Stadtgericht angefochten, das die Entscheidung am 4. April 2023 bestätigte. Gemäß dem russischen Zivilgesetzbuch richtet sich die Form des Testaments nach dem Recht des Landes, in dem die Person zum Zeitpunkt seiner Errichtung ihren ständigen Wohnsitz hatte. Es kann nicht aufgrund seiner Form für ungültig erklärt werden, wenn die Form den Gesetzen des Wohnsitzes des Testamentserstellers entspricht.
Unterdessen beantragte die Stewardess Sofia Shevtsova beim Bezirksgericht von Wyborg die Feststellung, dass ihre Tochter Nicole die Tochter von Oleg Burlakov ist. Das Gericht gab ihr am 11. März 2022 Recht. Auch gegen diese Entscheidung wurde Berufung eingelegt, woraufhin das Berufungsgericht die Entscheidung aufhob und ein genetisches Gutachten anordnete.
Ljudmila Burlakova reichte beim Petrograder Bezirk von Sankt Petersburg eine Klage gegen Nikolai Kazakov auf Rückgabe von 800 Millionen russischen Rubeln ein. Das Gericht wies die Klage in erster Instanz ab. Gegen diese Entscheidung legte Ljudmila Burlakova Berufung ein. Das Berufungsgericht bestätigte die Entscheidung der ersten Instanz am 22. Oktober 2022. Es wurde Berufung beim Kassationsgerichtshof eingelegt, die jedoch am 3. März 2023 zurückgewiesen wurde.

### Lettland
Lettische Behörden haben eine strafrechtliche Untersuchung gegen Sofia Shevtsova, Ludmila Burlakova und Elena Burlakova sowie gegen die mit ihnen örtlich zusammenarbeitende Notarin Ingūna Bobrovska wegen einer angeblichen Verschwörung zur Beschlagnahme von Vermögenswerten von Oleg Burlakov durch betrügerische Erlangung eines Erbscheins eingeleitet.

### Zypern
Gegen einen Antrag von Ljudmila Burlakova und ihren Töchtern auf Erlass eines ad colligenda bona über die Anteile an dem Unternehmen, das die berühmte Yacht „Black Pearl“ besitzt, ist in Zypern ein Verfahren anhängig. Der ad colligenda bona wurde durch einen Antrag der Kazakovs auf Erlass einer prärogativen Anordnung Certiorari angefochten. Der Oberste Gerichtshof entschied zu Gunsten der Kazakovs. Ljudmila Burlakova und ihre Töchter legten gegen diese Entscheidung Berufung ein, die derzeit beim Obersten Gerichtshof noch anhängig ist.
Darüber hinaus befasst sich derzeit das zypriotische Gericht mit einer Anfechtung der Kazakovs gegen eine einstweilige Verfügung, mit der die Übertragung des Unternehmens, das die Black Pearl hält, auf die im Rahmen eines lettischen Erbschaftsverfahrens ernannten Nachlassverwalter angeordnet wurde.